# Meromacrus anna
Meromacrus anna är en tvåvingeart som beskrevs av Charles Howard Curran 1936. Meromacrus anna ingår i släktet Meromacrus och familjen blomflugor. Inga underarter finns listade i Catalogue of Life.